# Genoa (Nebraska)
Genoa és una població dels Estats Units a l'estat de Nebraska. Segons el cens del 2000 tenia 981 habitants.

## Demografia
Segons el cens del 2000, Genoa tenia 981 habitants, 411 habitatges, i 247 famílies. La densitat de població era de 479,5 habitants per km².
Dels 411 habitatges en un 31,1% hi vivien nens de menys de 18 anys, en un 49,6% hi vivien parelles casades, en un 6,3% dones solteres, i en un 39,7% no eren unitats familiars. En el 36,3% dels habitatges hi vivien persones soles el 20% de les quals corresponia a persones de 65 anys o més que vivien soles. El nombre mitjà de persones vivint en cada habitatge era de 2,29 i el nombre mitjà de persones que vivien en cada família era de 3.
Per edats la població es repartia de la següent manera: un 26,5% tenia menys de 18 anys, un 8,4% entre 18 i 24, un 23,4% entre 25 i 44, un 20,4% de 45 a 60 i un 21,3% 65 anys o més.
L'edat mediana era de 40 anys. Per cada 100 dones de 18 o més anys hi havia 100,3 homes.
La renda mediana per habitatge era de 31.023 $ i la renda mediana per família de 38.988 $. Els homes tenien una renda mediana de 26.250 $ mentre que les dones 18.929 $. La renda per capita de la població era de 16.980 $. Aproximadament el 6,6% de les famílies i el 10,8% de la població estaven per davall del llindar de pobresa.

## Poblacions més properes
El següent diagrama mostra les poblacions més properes.